# NMNAT1
Никотинамидмономнуклеотид-аденилилтрансфераза 1 (англ. Nicotinamide mononucleotide adenylyltransferase 1; КФ 2.7.7.1) — фермент трансфераза, продукт гена человека NMNAT1. Относится к группе ферментов никотинамидмономнуклеотид-аденилилтрансфераз. Участвует в синтезе кофермента НАД.

## Функции
Фермент катализирует образование НАД(+) из никотинамидмононуклеотида (НМН) и АТФ. Может также использовать деамидированную форму НМН, мононуклеотид никотиновой кислоты, с одинаковой эффективностью. Также может в качестве субстрата использовать монофосфат триазофурина. Катализирует и обратную реакцию, т. е. расщепление НМН. Играет роль в синтезе АТФ в ядре клетки наряду с ферментами PARP1, PARG и NUDT5. Синтез ядерной АТФ необходим для экстенсивной перестройки хроматина, которая является высокоэнергетическим процессом. Не расщепляет НАДФ.

## Экспрессия и локализация
Наиболее высокий уровень экспрессии фермента обнаружен в скелетных мышцах, сердце и почках. Также экспрессирован в печени, поджелудочной железе и плаценте. Широко представлен в мозге.
В клетке локализуется в ядре.